# Crassula pageae
Crassula pageae är en fetbladsväxtart som beskrevs av Tölken. Crassula pageae ingår i släktet krassulor, och familjen fetbladsväxter. Inga underarter finns listade i Catalogue of Life.